# Dendronephthya simplex
Dendronephthya simplex är en korallart som beskrevs av Sherriffs 1922. Dendronephthya simplex ingår i släktet Dendronephthya och familjen Nephtheidae. Inga underarter finns listade i Catalogue of Life.